# Échenilleur barré
Coracina striata
Espèce
Statut de conservation UICN

 LC  : Préoccupation mineure
L'Échenilleur barré (Coracina striata) est une espèce d'oiseaux de la famille des Campephagidae.

## Habitat

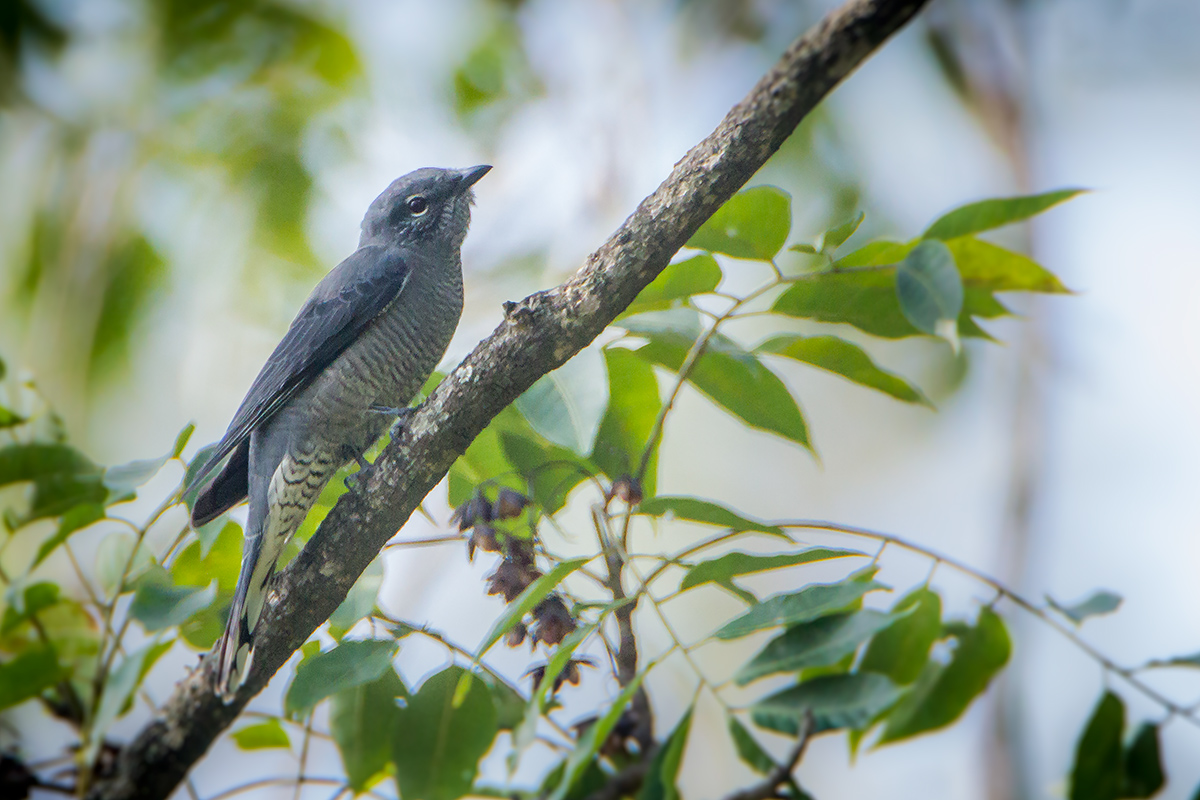
Une femelle.

Il habite les forêts humides tropicales et subtropicales en plaine et les mangroves.

## Répartition et sous-espèces
Selon la classification de référence du Congrès ornithologique international (15.1, 2025) il se répartit en dix sous-espèces :
- C. s. sumatrensis (Müller, 1843) — péninsule Malaise, Tioman, Sumatra, îles Mentawaï,  Riau et Bornéo ;
- C. s. bungurensis (Hartert, 1894) — îles Anambas et Natuna ;
- C. s. simalurensis (Richmond, 1903) — Simeulue ;
- C. s. babiensis (Richmond, 1903) — Babi (Aceh) ;
- C. s. kannegieteri (Büttikofer, 1896) — Nias ;
- C. s. enganensis (Salvadori, 1892) — Enggano ;
- C. s. vordermani (Hartert, 1901) — îles Kangean ;
- C. s. striata (Boddaert, 1783) — Luçon ;
- C. s. cebuensis (Ogilvie-Grant, 1896) — Cebu ;
- C. s. difficilis (Hartert, 1895) — Palawan ;